# 菊池三男
菊池 三男（きくち みつお、1920年（大正9年）3月26日 - 2017年（平成29年）11月4日）は、昭和から平成時代の土木工学者、内務官僚、建設省技監。

## 経歴・人物
1945年（昭和20年）東京帝国大学工学部第二工学部土木工学科を卒業し、1947年（昭和22年）内務省に入省。建設省道路局、有料道路課長、国道第一課長、関東地方建設局長、道路局長を経て、1974年（昭和49年）建設省技監となる。1976年（昭和51年）退官。
退官後は、首都高速道路公団副理事長・理事長、日本高速通信代表取締役社長、立体道路推進機構理事長、土木学会副会長・会長など要職を歴任した。2017年（平成29年）11月4日、神奈川県藤沢市鵠沼藤が谷の自宅にて老衰のため死去した。

## 受賞
- 1995年（平成7年） - 土木学会功績賞[1]